# Borya nitida
Borya nitida är en enhjärtbladig växtart som beskrevs av Jacques-Julien Houtou de La Billardière. Borya nitida ingår i släktet Borya och familjen Boryaceae. Inga underarter finns listade i Catalogue of Life.